# Cantó d'Asnières-sur-Seine-Nord
El cantó d'Asnières-sur-Seine-Nord és un antic cantó francès del departament dels Alts del Sena, que estava situat al districte de Nanterre. Comptava amb part del municipi d'Asnières-sur-Seine.
Al 2015 va desaparèixer i el seu territori es va repartir entre el cantó d'Asnières-sur-Seine i el cantó de Courbevoie-1.

## Municipis
- Asnières-sur-Seine (part)

## Història
| Data d'elecció                           | Identitat             | Partit | Qualitat |
| ---------------------------------------- | --------------------- | ------ | -------- |
| 1967-1992                                | Yves Cornic           | RPR    |          |
| 1992-1998                                | Georges Tranchant     | RPR    |          |
| 1998-2004                                | Dominique Riéra       | PS     |          |
| 2004-2011                                | Patricia Chavinier    | UMP    |          |
| 2011-                                    | Luc Bérard de Malavas | PS     |          |
| les dades anteriors no són pas conegudes |                       |        |          |
|                                          |                       |        |          |

## Demografia
| A partir de 1990: Població sense dobles comptes |